# Дан за да
Дан за да (енгл. Yes Day) америчка је филмска комедија из 2021. Режију потписује Мигел Артата, по сценарију Џастина Малена. Глумачку поставу предводе Џенифер Гарнер, Едгар Рамирез и Џена Ортега.
Филм је 12. марта 2021. приказао Netflix. Добио је помешане рецензије критичара, који су похвалили глумачку поставу, али су критиковали сценарио и хумор. Ортега је била номинована за награду Имаџен најбољу глумицу.

## Радња
Мајка и отац који су навикли да говоре „не” одлуче да ће одобравати и најлуђе захтеве своје деце, уз тек неколико основних правила, у дану пуном забаве и пустоловина.

## Улоге
| Глумац           | Улога           |
| ---------------- | --------------- |
| Џенифер Гарнер   | Алисон Торес    |
| Едгар Рамирез    | Карлос Торес    |
| Џена Ортега      | Кејти Торес     |
| Џулијан Лернер   | Нандо Торес     |
| Еверли Карганила | Ели Торес       |
|                  |                 |
| Нет Факсон       | господин Дикон  |
| Моли Симс        | директорка      |
| Фортјун Фајмстер | Џин             |
| Артуро Кастро    | полицајац Џоунс |
| Трејси Томас     | Били            |
| Меган Скот       | Лејла           |
| Јими Јим         | Тара            |
| Сноуден Греј     | Хејли Питерсон  |
| Грејам Филипс    | Брајан          |
| Леонардо Нам     | господин Чен    |
| Хејден Сето      | полицајац Ченг  |